# Alex Tobin
Alex Tobin (Adelaide, 3 novembre 1965) è un ex calciatore australiano.
È il giocatore che detiene il record di presenze con la Nazionale australiana, 87.

## Carriera
Tobin giocò con l'Adelaide City nella National Soccer League. Nel 2006, dopo 16 anni, lasciò l'Adelaide City per trasferirsi al Parramatta Power e concluse la sua carriera nel 2002 con il Northern Spirit. Tobin ha disputato un totale di 522 partite in Australia, record difficilmente battibile.

## Palmarès

### Club
- Campionato australiano: 3

Adelaide City: 1986, 1991-1992, 1993-1994

### Nazionale
- Coppa d'Oceania: 1

1996

### Individuale
- Medaglia Joe Marston: 2

1991-1992, 1993-1994